# دور (زمین‌شناسی)
| گاه‌چینه‌شناسی          | زمین‌گاه‌شناسی | یادداشت‌ها                                     |
| --------------------- | ------------ | --------------------------------------------- |
| چینه‌ابردوران Eonothem | ابردوران Eon | جمعاً ۴ ابردوران. نیم میلیارد سال یا بیشتر     |
| چینه‌دوران Erathem     | دوران Era    | ۱۰ دوران شناخته‌شده. چندصد میلیون سال          |
| سامانه System         | دوره Period  | ۲۲ دوره شناخته‌شده. ده‌ها تا حدود صد میلیون سال |
| ردیف Series           | دور Epoch    | ۳۴ دور شناخته‌شده. ده‌ها میلیون سال             |
| اشکوب Stage           | عصر Age      | ۹۹ عصر شناخته‌شده. میلیون‌ها سال                |
| گاه‌بازه Chronozone    | گاه Chron    | زیربخش عصر. توسط ICS به‌کار نمی‌رود.            |

در زمین‌گاهشماری، دور یا گشتارک (epoch) واحدی است کوچک‌تر از دوره، یعنی هر دوره به یک یا چندین دور تقسیم می‌شود. هر دور می‌تواند به تعدادی عصر (age) تقسیم شود.
مدت یک دور می‌تواند از ۱۳٫۰ میلیون سال (مربوط به دور آپتین) تا ۲۰٫۰۰۰ سال (مربوط به دور هولستاینین) متفاوت باشد.
در حال حاضر، ما در دور هولوسن به سر می‌بریم که از حدود یازده هزار سال پیش، شروع شده‌است.